# Synostose
Eine Synostose („Knochenhaft“), lateinisch Synostosis, ist die knöcherne Verbindung (Verschmelzung) zweier Knochen, die zuvor knorpelig oder bindegewebig verbunden waren.
Liegt allerdings eine Verknöcherung eines vormaligen Gelenkes vor, wie im Endstadium einer Arthrose, nach einem Infekt oder einer Gelenkverletzung, wird dies als Ankylose bezeichnet. Ist die knöcherne Durchbauung eines vormaligen Gelenkes Folge einer Versteifungsoperation, liegt eine entstandene Arthrodese vor.
Eine Synostose kann in der menschlichen Entwicklung normal sein, z. B. die knöcherne Verbindung der Kreuzwirbel zum Kreuzbein oder die Ausbildung eines Knochens aus mehreren miteinander verschmelzenden Knochenkernen, z. B. der drei Beckenanteile zum Hüftbein.
Eine Synostose kann selten auch zwischen zwei in der Regel getrennten Knochen auftreten. Dies kann zu schweren Erkrankungen führen, oder auch ein Zufallsbefund ohne klinische Problematik sein. Eine Synostose kann bereits intrauterin, z. B. an den Schädelnähten – als Kraniosynostose bezeichnet –, oder erst während des weiteren Wachstums auftreten, und gelegentlich Teil eines komplexen klinischen Syndroms sein:
- Radioulnare Synostose mit Verschmelzung des Speichenköpfchens mit der Ellenbasis und daraus resultierender Unfähigkeit, den Unterarm zu drehen.
- Radiohumerale Synostose vorwiegend in Zusammenhang mit syndromalen Fehlbildungen.
- Synostosen im Bereich der Handwurzel und resultierende Fingerfehlbildungen.
- Rückfußsynostosen können zwischen dem Fersenbein, dem Sprungbein, dem Würfelbein und dem Kahnbein bestehen und werden oft erst im präpubertären Alter durch eine Fehlstellung oder Schmerzen im Rückfuß auffällig. Sie werden gemeinsam oft als Tarsale Koalition bezeichnet.
- Eine Kleinzehenendgelenks-Synostose mit Verschmelzung des End- und Mittelgliedes der fünften Zehe ist relativ häufig, und gilt als asymptomatischer Zufallsbefund.
- Eine Synostose zwischen zwei Wirbelkörpern[2] wird als Blockwirbel bezeichnet und ist, wenn sie einzeln auftritt, meist asymptomatisch und ein Zufallsbefund.
- Synostosen von mehreren Halswirbeln finden sich gehäuft beim Klippel-Feil-Syndrom.
- Synostosis cranio-facialis (mit Progenie durch verkleinerten Oberkiefer)[3]

Eine operative Lösung von Synostosen erfolgt nur bei eindeutig auf die Synostose zurück zu führenden Problemen, besonders bei Kraniosynostosen. Auch radioulnare Synostosen und solche des Rückfußes werden in der Regel operativ entfernt, um die Beweglichkeit zu verbessern.